# Liste von Wallfahrtsorten
Die Liste von Wallfahrtsorten enthält Wallfahrtsorte verschiedener Religionen, die für Pilger Ziel einer Wallfahrt sind.
Die meistbesuchten Wallfahrtsorte weltweit sind hinduistisch und befinden sich in Indien.

## Bedeutende christliche Wallfahrtsorte
In der römisch-katholischen Kirche bedürfen Wallfahrtsorte einer kirchlichen Anerkennung als solche, weshalb sie von Gebetsstätten zu unterscheiden sind.
Wallfahrtsorte haben in der Regel einen regionalen oder nationalen Einzugsbereich. Die folgenden Wallfahrtsorte haben weltweite Bedeutung:
- Jerusalem in Israel, Grab Jesu (Grabeskirche)
- Rom in Italien, u. a. Gräber des Apostels Petrus (Petersdom) und Paulus (San Paolo fuori le mura)
- Santiago de Compostela in Spanien, Grab des Apostels Jakobus
- Lourdes in Frankreich, Marienwallfahrtsort
- Fátima in Portugal, Marienwallfahrtsort
- Međugorje in Bosnien-Herzegowina, Marienwallfahrtsort

### In Asien

#### In Indien
- Velankanni, Basilika Our Lady of Good Health

#### In der Türkei
- Selçuk bei Ephesos (Efes; Maria, Heiliger Johannes), Haus der Mutter Maria
- Myra (Heiliger Nikolaus)

### In Afrika

#### Kongo, DR
- Isiro (OR), Grab der Seligen Maria-Klementina Anuarita Nengapeta im Bistum Isiro-Niangara[2]
- Lindonge (Stadt Limete) (KN), Unsere Liebe Frau vom Frieden im Erzbistum Kinshasa[3]
- Lovo (BC), Anuarita-Heiligtum[4]
- Mangengenge (KN), Kreuzweg auf den «leuchtenden Berg»[5]
- Mbanza Zambi (BC), Wallfahrt zu Tata Ngonda Wasilwa (Wallfahrtsort der Christlichen Kirche der Einheit mit dem Heiligen Geist, einer Mischung zwischen Christentum und Négritude)[6]

#### Kongo, Rep.
- Brazzaville, Grab von Kardinal Émile Biayenda in der Heilig-Kreuz-Kathedrale
- Itatolo, leeres Grab von Kardinal Émile Biayenda
- Berg von Djiri, auch Kardinalsberg genannt[7]

#### Ruanda
- Kibeho: Ort kirchlich anerkannter Marienerscheinung

#### Südafrika
- Ngome / KwaZulu Natal (Südafrika)

### In Amerika

#### In Bolivien
- Copacabana am Titicaca-See

#### In Brasilien
- Aparecida im Bundesstaat São Paulo, Marienerscheinung 1717, 8 Millionen Pilger jährlich

#### In der Dominikanischen Republik
- Higüey, Basilika Nuestra Señora de la Altagracia

#### In Ecuador
- Baños

#### In Guatemala
- Esquipulas

#### In Kanada
- Basilika von Sainte-Anne-de-Beaupré
- St.-Josephs-Oratorium

#### In Kuba
- Virgen de la Caridad del Cobre

#### In Mexiko
- Chalma
- Guadalupe

#### In Perú
- Señor de los Milagros in Lima
- Kloster Santa Rosa in Lima
- Virgen de Chapi in Chapi (Region Arequipa)
- El Señor de Muruhuay in Tarma
- Señor de Luren in Ica
- Virgen del Carmen in Paucartambo (Region Cusco)

#### In den USA
- Nationalheiligtum Unserer Lieben Frau von Champion (Bundesstaat Wisconsin)

#### In Venezuela
- Virgen de Coromoto in Guanare

### In Europa

#### In Albanien
- Antoniuskloster bei Laç

#### In Belgien
- Banneux, Marienwallfahrtsort
- Heiligtum von Beauraing in Beauraing, Marienwallfahrtsort
- Wallfahrtsstätte Moresnet-Chapelle in Moresnet-Chapelle, Marienwallfahrtsort
- Scherpenheuvel

#### In Bosnien-Herzegowina
- Hrasno (Marienwallfahrtsort)
- Međugorje (Marienwallfahrtsort, von der römisch-katholischen Kirche nicht anerkannt)
- Ostalo
- Studenci

#### In Deutschland
Siehe: Liste von Wallfahrtsorten in Deutschland

#### In Frankreich
- Ars-sur-Formans, Wallfahrtsbasilika mit Schrein des hl. Jean-Marie Vianney
- Chartres
- Conques
- Dusenbach, Elsass
- Haegen,[8] Elsass
- La Salette
- Le Puy
- L’Île-Bouchard
- Lisieux
- Lourdes, Marienwallfahrtsort
- Marienthal, Elsass
- Mont-Saint-Michel.[9][10]
- Odilienberg, Elsass
- Paray-le-Monial
- Paris, Rue du Bac
- Rocamadour
- Saintes-Maries-de-la-Mer
- Saint-Maximin-la-Sainte-Baume
- Tours Grab des hl. Martin
- Thierenbach, Elsass
- Vézelay

#### In Großbritannien
- Walsingham
- Fife

#### In Irland
- Croagh Patrick – genannt Turas
- Knock (County Mayo) (Marienwallfahrtsort)
- Glencolumbkille – Turas

#### In Italien
- Acri, Wallfahrtsort in Kalabrien (heiliger Angelo von Acri OFMCap)[11]
- Assisi, Grab der hll. Franziskus und Klara
- Loreto, das „Heilige Haus“
- Padua, Grab des hl. Antonius von Padua
- Unsere Liebe Frau von Bonaria, Cagliari, Patronin Sardiniens
- Lanciano
- Madonna della Corona in Spiazzi
- Manoppello, Kapuzinerkirche Santuario del Volto Santo, Aufbewahrungsort des Schleiers von Manoppello
- Moncalieri
- Monte Pellegrino bei Palermo, Wallfahrtsort der Heiligen Rosalia
- Re, Wallfahrtskirche Madonna del Sangue, östlich von Domodossola im Piemont
- Rocciamelone, die Marienkapelle am Gipfel der Rocciamelone (3538 m) gilt als höchster Wallfahrtsort Europas.
- Sacro Monte di Oropa, oberhalb von Biella im Piemont
- San Giovanni Rotondo, Grabmal von Pater Pio in der Krypta der Kirche Santa Maria delle Grazie
- Santa Maria degli Angeli, Ort bei Assisi, Portiuncula in der Basilika Santa Maria degli Angeli
- Tindari, Wallfahrtskirche mit der Schwarzen Madonna

Südtirol:
- Heilig-Kreuz-Kirche in Abtei
- Maria Weißenstein
- Maria Trens
- Unsere Liebe Frau im Walde
- Unsere Liebe Frau in Riffian
- Kloster Säben
- Maria Rast (Eppan)
- Unsere Liebe Frau in der Mörre (Passeiertal)
- Unsere Liebe Frau in Schnals (Schnalstal)
- Wallfahrtskirche Schmelz bei Martell (Südtirol)
- Kloster Neustift
- St. Maria in Enneberg (La Pli de Mareo) in Enneberg

#### Im Kosovo
- Letnica, Maria Himmelfahrt, Schwarze Madonna

#### In Kroatien
- Aljmaš
- Marija Bistrica
- Sinj
- Trsat, Basilika Unserer Lieben Frau von Trsat
- Vepric

#### In Litauen
- Šiluva im Kreis Raseiniai
- Kryžių Kalnas bei Šiauliai
- Tor der Morgenröte (Aušros vartai) in Vilnius

#### In Luxemburg
| Kanton              | Ort                                   | Bemerkung                                              |
| ------------------- | ------------------------------------- | ------------------------------------------------------ |
| Echternach          | Echternach Erzbistum Luxemburg        | Grab des hl. Willibrord, Echternacher Springprozession |
| Echternach          | Girsterklause Erzbistum Luxemburg     | Marienwallfahrt zur Muttergottes von der Hieselterheck |
| Wiltz               | Kaundorf Erzbistum Luxemburg          | Wallfahrt zur Pirminus-Kapelle auf Përmesknupp         |
| Esch an der Alzette | Kayl Erzbistum Luxemburg              | Wallfahrt zur Léiffrächen (Unsere Liebe Frau)          |
| Luxemburg           | Luxemburg (Stadt) Erzbistum Luxemburg | Gnadenbild Unsere Liebe Frau von Luxemburg, Mariendom  |

#### In Malta
- Kapelle der Heiligen Jungfrau Maria in Mellieħa
- Basilika ta’ Pinu in Għarb auf Gozo

#### In den Niederlanden
| Provinz       | Ort              | Bemerkung                                                       |
| ------------- | ---------------- | --------------------------------------------------------------- |
| Groningen     | Warfhuizen       | Unserer-Lieben-Frau vom Verschlossenen Garten                   |
| Friesland     | Dokkum           | Wallfahrtsort des Heiligen Bonifatius                           |
| Noord-Holland | Heiloo           | Marienwallfahrtsort Unsere Liebe Frau zur Not                   |
| Noord-Holland | Amsterdam        | Hostienwallfahrtsort („Stille Omgang“)                          |
| Noord-Brabant | Handel           | Marienwallfahrtsort                                             |
| Noord-Brabant | ’s-Hertogenbosch | Marienkapelle der St.-Johannes-Kathedrale („Zoete Lieve Vrouw“) |
| Limburg       | Roermond         | Maria im Sand                                                   |
| Limburg       | Maastricht       | Maria Meeresstern; St. Servatius (Heiligtumsfahrt Maastricht)   |
| Limburg       | Wittem           | Wallfahrtsort des hl. Gerhard Majella                           |

#### In Österreich
- Burgenland:
  - Frauenkirchen
  - Loretto
  - Maria Weinberg

- Kärnten:
  - Pfarr- und Wallfahrtskirche Maria Gail
  - Dom zu Gurk
  - Heiligenblut
  - Maria Hilf ob Guttaring
  - Maria Loreto in Sankt Andrä
  - Maria Luggau in Lesachtal
  - Maria Rain
  - Maria Rojach
  - Maria Waitschach
  - Marienkirche in Maria Saal
  - St. Anna in Maria Wörth

- Niederösterreich:
  - Annaberg
  - Fronsburger Bründl
  - Hafnerberg
  - Heilsamer Brunnen Leobersdorf in Leobersdorf
  - Kirchberg am Wagram
  - Klein Maria Dreieichen
  - Klein-Mariazell
  - Maria Bründl bei Poysdorf
  - Maria Bründl (Schwarzenbach)
  - Maria Dreieichen
  - Maria Ellend an der Donau
  - Mariahilfberg
  - Maria im Gebirge in Sallapulka
  - Maria Kirchbüchl
  - Maria-Lanzendorf
  - Maria Moos in Zistersdorf
  - Maria Namen in Mönichkirchen
  - Maria Ponsee
  - Maria Schnee in Drosendorf-Zissersdorf
  - Maria Schnee in Lichtenegg
  - Maria Schutz
  - Maria Seesal
  - Maria Taferl
  - Maria vom guten Rat in Schwarzau am Steinfeld
  - Pottenstein
  - Pulkauer Bründl
  - St. Corona am Wechsel
  - Sonntagberg

- Oberösterreich:
  - Adlwang
  - Allerheiligen im Mühlkreis
  - Bad Leonfelden
  - Berg bei Rohrbach
  - Christkindl
  - Frauenstein
  - Gstaig in Feldkirchen bei Mattighofen
  - Hart in Pischelsdorf
  - Heiligenberg
  - Heiligenstatt in Lengau
  - Hilkering in Hartkirchen
  - Kalvarienberg bei Vöcklamarkt
  - Kremsmünster
  - Maria Ach in Hochburg-Ach
  - Maria am grünen Anger in Dimbach
  - Maria Bründl in Putzleinsdorf
  - Maria Bründl in Raab
  - Maria Laab in Naarn im Machlande
  - Maria Laah in Wolfern
  - Maria Neustift
  - Wallfahrtsbasilika Maria Puchheim in Attnang-Puchheim
  - Maria Schauersberg in Thalheim bei Wels
  - Maria Schmolln
  - Mariä Heimsuchung in Zell am Pettenfirst
  - Pöstlingberg
  - Ruprechtshofen in Niederneukirchen
  - St. Leonhard in Pucking
  - St. Valentin in Haselbach
  - St. Wolfgang
  - Valentinhaft in Munderfing
  - Wenzelskirche in Wartberg ob der Aist

- Salzburg:
  - Arnsdorf
  - Mariä Himmelfahrt in Dürrnberg
  - Filzmooser Kindl
  - Großgmain
  - Maria Alm
  - Maria Bühel
  - Maria Elend
  - Maria Kirchental
  - Maria Plain
  - Mariathal
  - Mariastein
  - St. Leonhard ob Tamsweg
  - Torren

- Steiermark:
  - Wallfahrtskirche Frauenberg an der Enns in Frauenberg in Ardning
  - Wallfahrtskirche am Frauenberg bei Leibnitz in Leibnitz
  - Wallfahrtskirche Maria Rehkogel in Frauenberg in Sankt Marein im Mürztal
  - Maria Buch-Feistritz
  - Maria Fieberbründl
  - Maria Hasel – Pinggau
  - Maria Helfbrunn
  - Maria Lankowitz
  - Maria Lebing
  - Maria Pöllauberg
  - Maria Schnee bei Seckau
  - Maria Straßengel
  - Maria Trost in Fernitz
  - Mariatrost in Graz
  - Mariazell
  - Wallfahrtskirche zum hl. Antonius in Radmer

- Tirol:
  - Mariastein
  - Marienbasilika Absam
  - Wiltener Basilika

- Vorarlberg:
  - Maria Bildstein in Bildstein
  - Unsere Liebe Frau Mariä Heimsuchung in Rankweil
  - Unsere liebe Frau Maria Geburt in Tschagguns

- Wien:
  - Maria-Loretto-Kirche in Jedlesee
  - Pfarr- und Wallfahrtskirche Mariabrunn in Hadersdorf
  - Maria Grün – im Prater

#### In Polen
- St. Annaberg (Oberschlesien) (Góra Św. Anny)
- Bardo (Niederschlesien) (Wartha), Marienwallfahrtsort
- Czerwińsk nad Wisłą, Marienwallfahrtsort in Masowien
- Częstochowa (Tschenstochau), Marienwallfahrtsort, Jasna Góra (der helle Berg)
- Gnesener Dom (Bazylika archikatedralna Wniebowzięcia NMP i św. Wojciecha) in Gniezno (Gnesen) mit dem Grab des hl. Adalbert von Prag (Sw. Wojciech)
- Kalwaria Pacławska (Karpatenvorland) (Podkarpacie)
- Kalwaria Zebrzydowska in Kleinpolen (Małopolska)
- Kamień Śląski (Groß Stein), Oberschlesien, Sanktuarium Św. Jacka (Geburtsort des hl. Hyazinth von Polen)
- Kodeń, Marienwallfahrtsort (Sanktuarium Matki Bożej Kodeńskiej) im Landkreis Bialski (Woiwodschaft Lublin)
- Krakau: Wawel-Kathedrale mit dem Grab der hl. Hedwig von Anjou, Königin von Polen (Królowa Jadwiga)
- Krakau: Paulinerkloster auf dem Skałkahügel (Kościół na Skałce), Sanktuarium des hl. Stanislaus von Krakau, Patron von Polen
- Sanktuarium in Łagiewniki (Krakau) (Kraków-Łagiewniki), Weltzentrum der Verehrung der Barmherzigkeit Gottes
- Licheń Stary, Sanktuarium der Schmerzensreichen Mutter Gottes, Königin Polens
- Ludźmierz, Marienwallfahrtsort in Podhale
- Międzygórze, (Maria Schnee) in Schlesien bei Glatz, Landkreis Habelschwerdt
- Piekary Śląskie (Piekar), Marienwallfahrtsort in Oberschlesien
- Święta Lipka (Heiligelinde), Masuren
- Wallfahrtskirche Mariä Heimsuchung in Krosno (Krossen), Ortsteil von Orneta (Wormditt)
- Wambierzyce (Albendorf) bei Wünschelburg, Grafschaft Glatz, „Jerusalem Schlesiens“
- Warschau: St. Andreas-Bobola-Kirche, Sanktuarium des Schutzheiligen des Erzbistums Warschau
- Jesuitenkirche (Warschau), Sanktuarium der Barmherzigen Mutter Gottes, Stadtpatronin von Warschau
- Warschau: St. Stanislaus-Kostka-Kirche, Grab des sel. Jerzy Popiełuszko
- Wejherowo (Neustadt in Westpreußen, früher Weyersfrey): Kalvarienberg

#### In Portugal
- Fátima, Marienwallfahrtsort
- Cristo-Rei südlich von Lissabon

#### In der Slowakei
- Bukova Hôrka
- Čirč
- Levoča
- Litmanová
- Ľutina
- Marianka
- Nitra
- Nitrianska Blatnica
- Rajčany
- Staré Hory
- Šaštin
- Šašová
- Topoľčianky

#### In der Schweiz
- Bad Zurzach, Kanton Aargau
- Berlens, Kanton Freiburg
- Bourguillon bei Freiburg im Üechtland
- Disentis, Kanton Graubünden
- Einsiedeln, Kanton Schwyz
- Flüeli-Ranft bei Sachseln, Kanton Obwalden
- Hergiswald bei Kriens, Kanton Luzern
- Lachen SZ, Kanton Schwyz: Schmerzhafte Muttergottes im Ried[12]
- Luthern Bad, Kanton Luzern
- Madonna del Sasso bei Orselina, Kanton Tessin
- Maria Bildstein bei Benken, Kanton St. Gallen
- Mariastein bei Metzerlen-Mariastein, Kanton Solothurn
- Meltingen, Kanton Solothurn
- Niederrickenbach bei Oberdorf, Kanton Nidwalden
- Notre-Dame des Marches bei Broc, Kanton Freiburg
- Undervelier, Kanton Jura
- Unsere Liebe Frau von Longeborgne, Kanton Wallis
- Wolfwil, Kanton Solothurn
- Ziteil oberhalb Salouf, Kanton Graubünden – mit 2429 m ü. M. höchstgelegener Wallfahrtsort der Ostalpen

#### In Spanien
- Caravaca de la Cruz, Reliquie des wahren Kreuzes
- El Rocío
- Eunate
- Montserrat
- Santiago de Compostela, Grab des hl. Apostels Jakobus
- Santuari de Lluc
- Torreciudad

#### In Tschechien
Hauptartikel: Liste von Wallfahrtsorten in Tschechien
- Haindorf (Hejnice) im Isergebirge
- Křemešník bei Pelhřimov
- Křížová hora bei Jiřetín pod Jedlovou im Lausitzer Gebirge
- Mariaschein (Bohosudov) am Südrand des Erzgebirges
- Skoky (Mariastock) bei Žlutice
- Maria Kulm bei Sokolov
- Gojau bei Český Krumlov in Südböhmen (Jihočeský kraj)
- Maria Loreto in Starý Hroznatov (deutsch: Altkinsberg) bei Cheb
- Heiliger Berg bei Příbram
- Maria-Hilf-Wallfahrtstätte bei Zlaté Hory
- Muttergottesberg bei Králíky
- Svatý Jan pod Skalou im Okres Beroun
- Svatý Kopeček bei Olomouc
- Filipov (Jiříkov) (Philippsdorf) Wallfahrtskirche der hilfreichen Jungfrau Maria im Lausitzer Gebirge

#### In der Ukraine
- Potschajiw bzw. Pocaev (orthodox) nordwestlich von Ternopil, Nähe Kremenez mit dem Grab des hl. Hiob von Pocaev
- Zarvanytsia (Ukrainische griechisch-katholische Kirche), südwestlich von Ternopil

#### In Ungarn
- Budapest (Pest) Stephansdom (Die „Heilige Rechte“ des heiligen Königs Stephan)
- Budapest (Buda) Matthiaskirche (Jungfrau Maria – Türkenwunder)
- Budapest (Buda) Marienbasilika
- Andocs
- Bükkszentkereszt – Gyògyítò kövek / Heilende Steine – Jungfrau Maria Gedenkstätte

## Wichtige islamische Wallfahrtsorte
- Mekka
- Medina
- Jerusalem
- Kairouan
- Şanlıurfa in der Türkei
- Moulay Idriss in Marokko

### WichtigeschiitischeWallfahrtsorte
- Qom (Ghom) im Iran
- Kerbela im Irak
- Maschhad im Iran
- Nadschaf im Irak
- al-Kazimiyya im Irak
- Samarra im Irak

## Wichtige Wallfahrtsorte der Bahai-Religion
- Schrein Baha'ullahs in Akkon, Israel
- Schrein des Bab im Bahai-Weltzentrum in Haifa, Israel

## Ein wichtigerjesidischerWallfahrtsort
- Lalisch

## Wallfahrtsorte imVoodoo
- Abomey im Süden Benins
- Aného im Süden Togos
- Ile-Ife im Südwesten Nigerias
- Ouidah im Süden Benins
- Plèn dinò im Norden Haitis
- Sodo im Osten Haitis

## Hinduismus
- Varanasi, wichtigste hinduistische Pilgerstätte
- Ayodhya (Geburtsort des Gottes Rama)
- Dvaraka (Hauptstadt des Gottes Krishna)
- Haridwar (Quellplateau des Ganges)
- Kanchipuram (Großer Tempel von Shiva)
- Mathura (Geburtsort Krishnas)
- Ujjain
- Nashik
- Prayagraj (Zusammenfluss von Ganges und Yamuna)
- Bhubaneshwar
- Puri
- Rameswaram
- Madurai
- Pushkar
- Amarnath, Offenbarungsstätte Shivas in Form eines Linga aus Eis

## Jainismus
- Mount Abu (Dilwara-Tempel)
- Ranakpur
- Palitana
- Girnar
- Shravanabelagola
- Parasnath

## Buddhismus
- Die vier klassischen Pilgerorte[13]

- Lumbini
- Bodhgaya
- Sarnath
- Kushinagar

- Weitere bedeutsame Pilgerorte der Buddhazeit

- Kapilavastu
- Rajgir
- Vaishali
- Sravasti
- Kosambi

- Weitere bedeutsame Pilgerorte in Indien

- Nalanda
- Sanchi

- Pilgerort in Vietnam

- Hương Tích (Berg der Duftenden Spuren)

Pilgerorte und -wege in Japan:
- Shikoku-Pilgerweg auf der Insel Shikoku
- Saigoku-Pilgerweg in der Kinki-Region
- Settsukoku-Pilgerweg auf dem Gebiet der ehemaligen Provinz Settsu
- Harima-saigoku-Pilgerweg auf dem Gebiet der ehemaligen Provinz Harima
- Izumi-saigoku-Pilgerweg auf dem Gebiet der ehemaligen Provinz Izumi
- Zenkō-ji
- Kōya-san
- Ōyama, Berg in der Präfektur Kanagawa
- Enoshima, zu Fujisawa gehörende Halbinsel
- Narita-san Shinshō-ji in Narita

Siehe auch: Junrei

## Shintō
- Ise-jingū in Ise (Präfektur Mie)
- Kotohira-gū in Kotohira (Präfektur Kagawa)
- Jissha-meguri zu den Tōkyō-jissha in 6 der 23 Stadtbezirke Tokios

## Sikhismus
- Amritsar, spirituelle Zentrum des Sikhismus

## Bergkult
- Osore-zan

## Altes Ägypten
- Abydos
- Bubastis
- Busiris